# Лапшин, Олег Борисович
Олег Борисович Лапшин (род. 18 октября 1937, Москва, СССР) — советский и российский футбольный тренер, функционер.

## Биография
В футбол Лапшина привёл дядя Юрий Дмитриевич Заваленов, который работал в центральном совете «Трудовых резервов». Играл в ленинградской школе общества, одним из тренеров был Герман Зонин. Карьеру игрока закончил из-за травмы. Окончил с отличием физкультурный техникум и институт физической культуры (1958—1962). Два года работал в команде «Авангард» (Комсомольск-на-Амуре), затем в «Трудовых резервах» и «Крыльях Советов».
Работал со сборными Москвы разных возрастов. С 1968 года — тренер в ФШМ, в которой стал заслуженным тренером РСФСР, когда его воспитанники Виктор Круглов и Сергей Петренко стали чемпионами Европы среди молодежи в 1976 году.
В начале 1980-х 2,5 года работал главным тренером клуба из Того АСКО (Лама-Кара). Вышел с клубом в высший дивизион, где дважды занимал третье место.
Главный тренер женской сборной СССР/России (1988—1994).
Член комитета ФИФА по женскому футболу (1994—1998), член комитета УЕФА (1999—2002). Член исполкома РФС (1992—1998), член апелляционного совета РФС (1997—1998), член технического совета РФС. Президент Ассоциации женского футбола (1992—2002). Директор «ФШМ-Торпедо» (1999—2007).
С 2014 года — старший тренер младших возрастов в ФШМ.

## Награды
- Заслуженный тренер РСФСР (1976)
- Заслуженный работник физической культуры РФ (1997)
- Медаль «В память 850-летия Москвы» (1998)
- Заслуженный тренер России (18 июня 2000)